# Nat Friedman
Nathaniel Dourif Friedman (6 de agosto de 1977) é um executivo de tecnologia estadunidense. Friedman se formou no Massachusetts Institute of Technology. Depois que a Microsoft anunciou a aquisição do GitHub por US$ 7,5 bilhões em junho de 2018, Friedman se tornou CEO do GitHub em outubro do mesmo ano. Ele deixou o cargo em novembro de 2021.